# Atentados de Qaa em 2016
Em 27 de junho de 2016, 8 homens-bomba realizaram uma série de explosões na cidade cristã libanesa de Qaa, em Baalbeck-Hermel, perto da fronteira com a Síria, matando 5 pessoas e ferindo outras 30.

## Ataque

### Ataques pela manhã
Na manhã de segunda-feira, o terrorista, andando de moto, lançou uma granada contra um grupo de fiéis, que estavam reunidos em frente a uma igreja, e depois explodiu-se com um cinto explosivo. Isto foi seguido por um segundo homem-bomba andando de bicicleta que também se explodiu. Dois outros terroristas atacaram a cidade, contudo uma unidade de inteligência do exército perseguiu um deles, forçando-o a detonar o colete, sem ferir outros pedestres. O outro homem-bomba tentou atacar um centro militar, mas também foi perseguido pelas forças de segurança, de acordo com uma declaração do Comando do Exército Libanês.

### Ataques noturnos
Esses atentados foram sucedidos por quatro atentados suicidas ao amanhecer em outras partes da cidade; dois dos quais estavam perto de uma igreja.

## Consequências
Os ataques de Qaa chamaram a atenção das forças de segurança libanesas enquanto reprimiam os emigrantes ilegais e os criminosos procurados. No dia seguinte ao ataque, as forças de segurança invadiram campos de refugiados sírios e prenderam 103 sírios por não possuírem documentos legais, além disso, nove motos foram confiscadas.

### Reações internacionais
- O Ministério das Relações Exteriores do Iraque condenou as operações terroristas suicidas que ocorreram na cidade libanesa de Al-Qaa e afirmou o apoio do Iraque ao povo e ao governo do Líbano.
- Os Estados Unidos condenaram os atentados terroristas na cidade libanesa de Al-Qaa e afirmaram o seu apoio às Forças Armadas Libanesas no combate ao terrorismo.[9]